# Lichthof Theater
Das Lichthof Theater (Eigenschreibweise LICHTHOF Theater) ist ein freies Theater im Hamburger Stadtteil Bahrenfeld.
Es versteht sich als Produktionshaus, Experimentierraum und Spielstätte für die freien darstellenden Künste. Künstler aller Disziplinen entwickeln und zeigen dort Produktionen, die nah am Zeitgeschehen sind. Das Theater kooperiert mit Hamburger sowie überregionalen Gruppen und Spielstätten. Es fördert nach eigenem Verständnis den breiten künstlerischen Austausch und setzt Impulse in der lokalen Szene.
Ein besonderer Schwerpunkt liegt auf der Förderung des Nachwuchses. Absolventen der Hamburger Ausbildungsinstitute finden Raum und Unterstützung in der Verwirklichung erster Projekte außerhalb des Ausbildungskontextes. Nachwuchskünstler machen dort oft ihre ersten Schritte im freien Theater.
Zudem hat sich in jüngster Zeit die Vision einer „Bürgerbühne“ am Lichthof-Theater entwickelt. Die Produktion „Staging Democracy“ in der Spielzeit 2017/18, die mehr als 60 Hamburger Bürger einbezog, war das erste Projekt, seitdem entstanden weitere Produktionen zu Themen, wie „Stadtraum“, „Diversität der Gesellschaft“ und „Regionale Nahrungsmittelerzeugung“, die den Bühnenraum öffnen und Themen und Menschen der Stadt in einem breit angelegten Theaterprojekt einbeziehen.
Das Lichthof-Theater bietet seinem Publikum rund 150 Veranstaltungen pro Spielzeit, wird von Matthias Schulze-Kraft und Julia zur Lippe geleitet und hat ein Team von sieben festangestellten Mitarbeitern, diversen Honorarkräften, Ehrenamtlichen und weiteren Unterstützern.

## Geschichte
Im Jahr 1994 gründete Maryn Stucken mit einer kleinen Gruppe von begeisterten und engagierten Theaterliebhabern das heutige Lichthof unter dem Namen „theaterwerkstatt Lichthof“. Die öffentliche Wahrnehmung und das Publikum wuchsen rasch. Diese Entwicklung zog immer mehr professionelle Schauspieler und Regisseure an.
Trotz räumlicher und finanzieller Einschränkungen probten und spielten sechs Jahre lang unterschiedliche Gruppen im Rahmen des gemeinnützigen Vereins in der Alten Dosenfabrik in der Stresemannstraße. Das kontinuierliche Wachstum und die fortschreitende Etablierung der theaterwerkstatt Lichthof als Spiel- und Produktionsstätte für freies Theater in Hamburg verlangten jedoch bald eine organisatorische Umstrukturierung und räumliche Neuorientierung.
Mit dem Umzug in die Mendelssohnstraße im September 2000 wurden auch die organisatorischen Arbeitsbedingungen verbessert. Die Namensänderung zu „Lichthof Theater am Alten Gaswerk“ steht dabei für zunehmend professionell produzierte Inszenierungen und die Etablierung einer effektiveren Organisationsstruktur.
Der Theatersaal mit einer Größe von 160 Quadratmetern bietet bis zu 120 Zuschauern Platz und kann flexibel gestaltet werden, so dass verschiedene Bühnen- und Publikumsanordnungen und somit auch unterschiedliche Inszenierungskonzepte möglich sind. Ein weiterer etwa 100 Quadratmeter großer Raum dient für Proben, eigene Workshops und wird auch als Seminarraum vermietet.
Das Theater wird von der gemeinnützigen LICHTHOF Theater gGmbH getragen. Darüber hinaus gibt es die rechtsfähige Lichthof-Stiftung, die die künstlerische Arbeit finanziell unterstützt.
Heute präsentiert sich das inzwischen nur noch „Lichthof Theater“ genannte Haus als eine Spielstätte für professionelles freies Theater aller Sparten, als Produktionsort für zeitkritisches Sprech- und Musiktheater, für Tanz und  Performance, als Experimentierfeld für neue Theaterästhetiken und als offener Raum der künstlerischen Auseinandersetzung über virulente gesellschaftliche Themen.

## Auszeichnungen
- 2020: Bühnenheldenpreis des Aktionsbündnis Darstellende Künste
- 2018: Barbara Kisseler Theaterpreis[1]
- 2017: Theaterpreis des Bundes[2]
- 2008: Pegasus-Preis für Hamburger Privattheater[3]

Darüber hinaus wurden in den vergangenen Jahren folgende Arbeiten am Lichthof mit dem Rolf-Mares-Preis ausgezeichnet:
- 2021: Helge Schmidt für seine Inszenierung von Tax for free
- 2016: Clara Weyde für ihre Inszenierung von Das Totenschiff
- 2014: Lani Tran-Duc für ihr Bühnen- bzw. Kostümbild in Besuch
- 2013: Carola Unser für ihre Inszenierung von Der WONDERFUL Zauberer von Oz
- 2008: Nino Haratischwili für ihre Inszenierung von Agonie
- 2007: Gesine Lenz und Marcel Weinand für ihre Raumkonzeption des Stückes Woolworld

Weitere Auszeichnungen einzelner Künstler:
- 2019: Deutscher Theaterpreis DER FAUST für Helge Schmidt in der Kategorie Schauspielregie für Cum ex-Papers